# Lebedinka
Lebedinka (en ucraïnès i en rus: Лебединка) és un poble de la República Autònoma de Crimea a Ucraïna, que el 2014 tenia 64 habitants. Pertany al districte rural de Sovetski. Fins al 1948 el municipi es deia Xeikh-Manai.